# Naoemon Shimizu
Naoemon Shimizu (清水 直右衛門 Shimizu Naoemon?,  16 de diciembre de 1902 en Shiga, Imperio del Japón - 6 de agosto de 1945 en Hiroshima, Hiroshima, Japón) fue un futbolista japonés que se desempeñaba como delantero.
Shimizu fue elegido para integrar la selección nacional de Japón para los Juegos del Lejano Oriente de 1923, donde disputó 2 encuentros para la selección de fútbol de Japón.

## Trayectoria

### Clubes
| Club            | País  | Año  |
| --------------- | ----- | ---- |
| Rijo Shukyu-Dan | Japón | ???? |

### Selección nacional
| Selección | País  | Año  |
| --------- | ----- | ---- |
| Absoluta  | Japón | 1923 |

## Estadística de equipo nacional
| Selección de Japón | Selección de Japón | Selección de Japón |
| Año                | Part.              | Goles              |
| ------------------ | ------------------ | ------------------ |
| 1923               | 2                  | 1                  |
| Total              | 2                  | 1                  |

## Palmarés

### Títulos nacionales
| Título             | Club            | País  | Año  |
| ------------------ | --------------- | ----- | ---- |
| Copa del Emperador | Rijo Shukyu-Dan | Japón | 1924 |
| Copa del Emperador | Rijo Shukyu-Dan | Japón | 1925 |